# ブルドッグソース
もしかして
- ブルドックソース

ではありませんか？